# Moroń (Wilczyska)
Moroń – część wsi Wilczyska w Polsce, położona w województwie małopolskim, w powiecie gorlickim, w gminie Bobowa.
W latach 1975–1998 Jeżów należał administracyjnie do województwa nowosądeckiego.